# (806) Gyldenia
(806) Gyldenia – planetoida należąca do zewnętrznej części pasa głównego asteroid okrążająca Słońce w ciągu 5 lat i 278 dni w średniej odległości 3,21 au. Została odkryta 18 kwietnia 1915 roku w Landessternwarte Heidelberg-Königstuhl w Heidelbergu przez Maxa Wolfa. Nazwa pochodzi od Hugo Gyldéna (1841–1896), fińsko-szwedzkiego astronoma, dyrektora obserwatorium w Sztokholmie. Przed nadaniem nazwy planetoida nosiła oznaczenie tymczasowe (806) 1915 WX.